# Typ 81 Tribal
Typ 81 Tribal (či třída Tribal) byla třída univerzálních fregat Britského královského námořnictva. Jejím hlavním úkolem byla především protiponorková a protivzdušná obrana floty. Pro britské námořnictvo bylo postaveno sedm jednotek, přičemž tři později odkoupila Indonésie. Všechny již byly vyřazeny.

## Pozadí vzniku

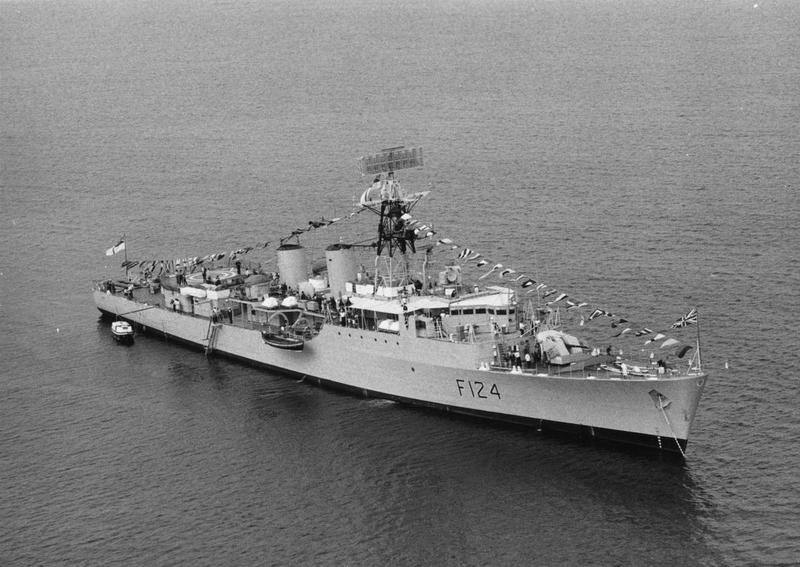
HMS Zulu (F 124)

Pro Britské královské námořnictvo bylo postaveno sedm fregat této třídy, pojmenovaných Ashanti (F 117), Eskimo (F 119), Gurkha (F 122), Mohawk (F 125), Nubian (F 131), Tartar (F 133) a Zulu (F 124). Stavba probíhala v letech 1958–1964, přičemž fregaty byly do služby zařazovány v letech 1961–1964. Vyřazeny byly v průběhu 80. let, přičemž tři kusy byly dále prodány do Indonésie.
Jednotky typu 81 Tribal:
| Jméno               | Uživatel   | Loděnice                           | Zahájení stavby | Spuštěna          | Vstup do služby    | Status                                                                       |
| ------------------- | ---------- | ---------------------------------- | --------------- | ----------------- | ------------------ | ---------------------------------------------------------------------------- |
| HMS Ashanti (F 117) | Royal Navy | Yarrow & Co., Scotstoun            | 1958            | 9. března 1959    | 23. listopadu 1961 | Vyřazena.                                                                    |
| HMS Eskimo (F 119)  | Royal Navy | J. Samuel White & Co., Cowes       | 1958            | 20. března 1961   | 21. února 1963     | Vyřazena.                                                                    |
| HMS Gurkha (F 122)  | Royal Navy | J.I. Thornycroft & Co., Woolston   | 1958            | 11. července 1960 | 13. února 1963     | Roku 1984 získána Indonésií jako Wilhemus Zakarias Yphannes (332), vyřazena. |
| HMS Mohawk (F 125)  | Royal Navy | Alex Stephen & Sons, Govan         | 1960            | 5. dubna 1962     | 29. listopadu 1963 | Vyřazena.                                                                    |
| HMS Nubian (F 131)  | Royal Navy | Vickers-Armstrong, Barrow          | 1959            | 6. září 1960      | 9. října 1962      | Vyřazena.                                                                    |
| HMS Tartar (F 133)  | Royal Navy | Her Majesty's Dockyard, Portsmouth | 1959            | 19. září 1960     | 26. února 1962     | Roku 1984 získána Indonésií jako Hassanuddin (333), vyřazena.                |
| HMS Zulu (F 124)    | Royal Navy | Her Majesty's Dockyard, Devonport  | 1960            | 3. července 1962  | 17. dubna 1964     | Roku 1984 získána Indonésií jako Martha Khrystina (331), vyřazena.           |

## Konstrukce

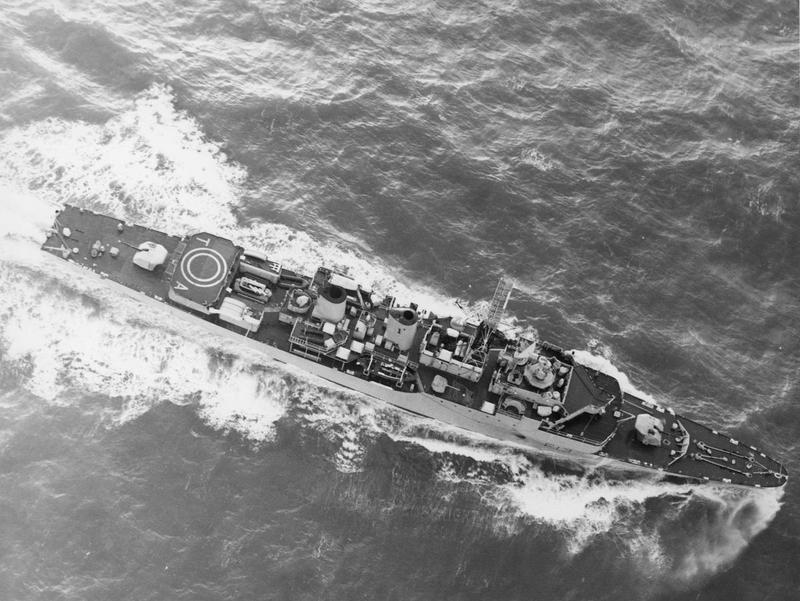
HMS Tartar (F 133)

Hlavňovou výzbroj tvořily dva 114mm kanóny v jednodělových věžích, dva 40mm (či 20mm) protiletadlové kanóny a jeden salvový vrhač hlubinných pum Limbo. Na palubě byl dále nesen protiponorkový vrtulník Westland Wasp. Plánovaná náhrada protiletadlových kanónů menších ráží za dva protiletadlové raketové komplety Seacat, byla nakonec realizována pouze u části lodí.
Pohonný systém byl koncepce COSAG. Tvořila ho jedna parní turbína s jedním kotlem a jedna plynová turbína Metrovick G6. Lodní šroub byl jeden. Nejvyšší rychlost činila 28 uzlů.

## Zahraniční uživatelé

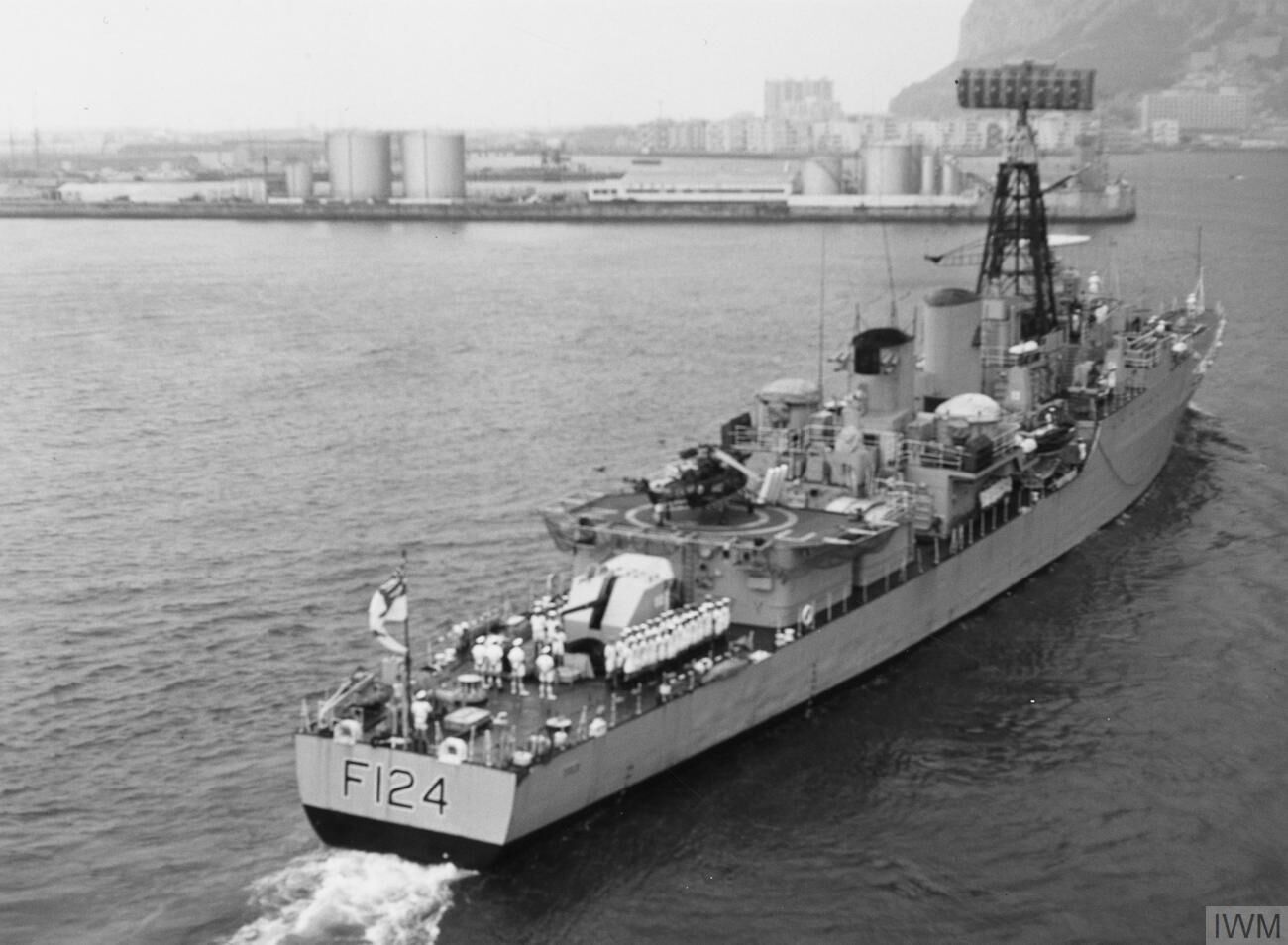
HMS Zulu (F 124)

- Indonésie Indonéské námořnictvo – země v roce 1984 koupila tři vyřazené jednotky třídy Tribal, které zařadila jako Martha Khrystina (ex Zulu), Hassanuddin (ex Tartar) a Wilhemus Zakarias Yphannes (ex Gurkha). Jejich výzbroj tvořily dva 114mm kanóny, dva 20mm kanóny, dva 12,7mm kulomety, dva čtyřnásobné protiletadlové raketové komplety Seacat, dva trojhlavňové 324mm torpédomety a jeden vrtulník Wasp.[5]